# Yip Pin Xiu
Yip Pin Xiu (10 de enero de 1992) es una deportista singapurense que compite en natación adaptada. Ganó ocho medallas en los Juegos Paralímpicos de Verano entre los años 2008 y 2024.

## Palmarés internacional
| Juegos Paralímpicos | Juegos Paralímpicos     | Juegos Paralímpicos | Juegos Paralímpicos |
| Año                 | Lugar                   | Medalla             | Prueba              |
| ------------------- | ----------------------- | ------------------- | ------------------- |
| 2008                | Pekín (China)           | Medalla de oro      | 50 m espalda S3     |
| 2008                | Pekín (China)           | Medalla de plata    | 50 m libre S3       |
| 2016                | Río de Janeiro (Brasil) | Medalla de oro      | 50 m espalda S2     |
| 2016                | Río de Janeiro (Brasil) | Medalla de oro      | 100 m espalda S2    |
| 2020                | Tokio (Japón)           | Medalla de oro      | 50 m espalda S2     |
| 2020                | Tokio (Japón)           | Medalla de oro      | 100 m espalda S2    |
| 2024                | París (Francia)         | Medalla de oro      | 50 m espalda S2     |
| 2024                | París (Francia)         | Medalla de oro      | 100 m espalda S2    |